# Zwischenlage
Bei Zwischenlagen handelt es sich entweder um Produkte zum Unterlegen bei Maschinen mit dem Zweck eines Toleranzausgleichs (englisch shims) oder um Verpackungsmittel (englisch layer pads), meist aus Wellpappe oder Kunststoff oder um Konstruktionsteile bei Eisenbahnschienen.

## Zwischenlagen (Maschinenelement)

### Definition
Zwischenlagen (Maschinenelement) entsprechen dem englischen Begriff shims. Es sind hier Produkte zum Unterlegen gemeint, die eine Fertigungstoleranz von mechanischen Komponenten ausgleichen und die Funktion der Spieleinstellung bei der Montage von mechanischen Bauteilen vereinfachen sollen. Werden diese Toleranzen nicht ausgeglichen, kommt es beispielsweise zu höherem Verschleiß. Durch den Einsatz von Zwischenlagen erübrigt sich eine maschinelle (Nach-)Bearbeitung, beispielsweise durch das Nachdrehen des Anschraubflanschs oder nachträgliches Schleifen  einer Distanzscheibe. Aus diesem Grund werden Zwischenlagen in vielen Industriebereichen eingesetzt, insbesondere in der Luft- und Raumfahrt sowie bei Großmaschinen (z. B. als Motorunterlagen oder Kugellagerpassringe). Zwischenlagen gibt es in unterschiedlichen Ausführungen. Sie werden je nach Bedarf an die Anforderungen von technischen Anwendungen angepasst.

### Varianten
Es haben sich in der Industrie drei bzw. vier Varianten mit unterschiedlichen Vorteilen herauskristallisiert. Sie unterscheiden sich neben Herstellungsart und verwendeten Werkstoffen auch durch ihre Anwendungsmöglichkeiten: Am herkömmlichsten sind dabei solide bzw. massive Zwischenlagen, die aus einer einzigen Lage bestehen und untereinander kombiniert werden können, um durch addieren verschiedener massiver Zwischenlagen einen Toleranzausgleich herzustellen. Darüber hinaus gibt es Zwischenlagenkonzepte, die statt durch addieren weiterer Zwischenlagen durch ein Entfernen bereits vorhandener Bleche bzw. Folien (z. B. durch abziehen oder abschälen überflüssiger Bleche) den notwendigen Toleranzausgleich herstellen:

#### Massive/solide Zwischenlagen
Am üblichsten ist die Verwendung massiver Zwischenlagen, die i. d. R. aus einer einzigen Lage bestehen. Der Vorteil dieser Zwischenlagen im Vergleich zu paketierten oder laminierten Zwischenlagen besteht vor allem in ihrer kostengünstigen Herstellung, da mit der metallischen Verarbeitung des Blechs, d. h. des Zuschneidens des Halbzeugs, der Produktionsprozess beendet ist. In Sonderfällen werden massive Zwischenlagen in beliebigen und meist kleinen Dickenstufungen und mit geringen Dickentoleranzen, i-d-R- durch schleifen, hergestellt: Z. B. 1,00 mm/1,03 mm/1,06 mm usw. Werden diese zusammen vertrieben, können sie als Sortiment genutzt werden. Es gibt allerdings auch Präzisionsfolien mit einer Dicke von einem oder mehreren Hundertstel Millimetern.

#### Paketierte Zwischenlagen
Bei paketierten Zwischenlagen werden einzelne Folien durch Verklebung an den Stirnseiten miteinander verbunden. Z.B. im Sinne von Buchrücken oder Abreißkalendern, ggf. auch mit umlaufenden Klebekanten. Im Vergleich zu den massiven bzw. soliden Zwischenlagen werden mehrere Folien gebündelt oder geklebt und ergeben somit ein Paket; Es muss daher nicht eine solide Zwischenlage passgenau für den Einzelfall hergestellt werden, sondern die Dicke der Zwischenlage kann vor Ort auf die vorhandene Differenz abgestimmt werden. Es können also mehrere Folien an einem Rand durch ein bestimmtes Klebemittel an einer oder mehreren Stellen miteinander verklebt und anschließend durch das Abreißen nicht benötigter Folien passgenau an die nötige Dicke angepasst werden. Paketierte Zwischenlagen kombinieren  auch Pakete mit Blechen oder Folien aus unterschiedlichen Materialien und Dicken. Dieses Verfahren ist zwar aufgrund der Verklebung hinsichtlich des Herstellungsprozesses aufwendiger, bietet aber bei der Anwendung den Vorteil, dass die Zwischenlagenpakete vor Ort durch einfaches abreißen der Folien an die nötige Toleranz angepasst werden können.
Eine andere Form des Zusammenfassens stellen Bündelungen, z. B. durch Kabelbinder, dar.

#### Laminierte Zwischenlagen (engl. laminated shims)
Im Unterschied zu paketierten Zwischenlagen werden laminierte Zwischenlagen mit speziellen Klebstoffen vollständig verleimt. Es ergibt sich eine mehrschichtige, vollflächig laminierte sog. „Sandwichstruktur“.  Die Verklebung erlaubt ein Ablösen einzelner oder mehrerer Lagen, ohne den restlichen Teil der Zwischenlage zu zerstören oder gar in seiner Funktion zu beeinträchtigen.  Bei laminierten Schälblechen handelt es sich um hochpräzise Zwischenlagen. Im Gegensatz zu paketierten oder massiven bzw. soliden Zwischenlagen werden diese Zwischenlagen als scheinbar massive Zwischenlage nach Kundenzeichnung maßgeschneidert hergestellt und mit den nötigen Bohrungen versehen, sodass sie einbaufertig sind. Entgegen ihrem massiven Aussehen – und anders als herkömmliche Passscheiben – bestehen sie aus einer Vielzahl geklebter Einzelfolien von wenigen hundertstel Millimetern Dicke (0,1 mm – 0,025 mm), können aber auch mit massiven Folien kombiniert verklebt werden. Der Monteur oder Instandhalter kann die Folienlagen bis auf die ausgemessene Dicke per Hand abziehen.

##### Laminierte Zwischenlage aus Kunststoff
Sogenannte nichtmetallische schälbare Zwischenlagen, basierend auf dem Polyethylenterephthalat (PET), die  aus mehreren, von 0,025 mm bis 0,10 mm dicken laminierten Kunststoff-Folien bestehen. Die bereits abgeschälten Kunststoff-Folien lassen sich auch wiederverwenden. Dadurch entstehen mehrere Vorteile gegenüber herkömmlichen metallischen, laminierten Schichtblechen:
- Geringe Dichte von etwa 1,3 kg/dm³ und zählt zur Gruppe der Flächenisolierstoffe der Isolierstoffklasse B (bis 130 °C)
- Gute elektrische Isolation (elektrische Durchschlagsfestigkeit etwa 180 V/µm).
- Wiederverwendung bereits abgeschälter Kunststoff-Folien.[2]

Kunststoff-Zwischenlagen eignen sich besonders für Leichtbau-Konstruktionen, bei denen elektrische Isolation von Bedeutung ist, wie beispielsweise  in Fahrzeugbau, Luftfahrt sowie Elektro- und Messtechnik, aber auch der Generatoren- und Transformatorenbau, da das laminierte Schichtblech aus Kunststoff dort neben Toleranzausgleich auch die Isolationsfunktion übernehmen kann.
Die laminierten Kunststoff – Zwischenlagen weisen jedoch geringere mechanische Festigkeiten als die metallischen Varianten auf und sind daher nur begrenzt einsetzbar.

### Werkstoffe
1. Ausgangsmaterial –  Als Ausgangsmaterial dienen für die Herstellung von Zwischenlagen im Wesentlichen metallische Präzisionsbänder und Präzisionsmetallfolien aus rostfreiem Stahl, unlegiertem Stahl, Messing und/oder Aluminium, aber auch PET und gegebenenfalls Verbundwerkstoff. Solide Zwischenlagen können generell aus allen denkbaren Halbzeugen hergestellt werden, die sich für den Toleranzausgleich aufgrund ihrer Materialeigenschaften eignen.
2. Zusatzstoffe –  Je nach Zwischenlage (zum Beispiel paketiert, solide oder laminiert) werden gewisse Zusatzstoffe verwendet, insbesondere verschiedene Klebstoffe, die die verschiedenen Metallfolien oder -bänder miteinander verbinden.

### Herstellung
Zwischenlagen können unterschiedlich formgebend gefertigt werden. Im Allgemeinen können alle trennenden Fertigungsverfahren zum Einsatz kommen. Beispielhaft können hier folgende genannt werden:
- Stanzen
- CNC-Stanzen bzw. Nibbeln
- Wasserstrahlschneiden
- Laserschneiden
- Feinlasern
- Chemische Ätzverfahren
- Zerspanen
- Drahterodieren

Darüber hinaus kommen bei der Laminierung zusätzlich unterschiedliche Klebeprozesse zum Zuge.

### Wärmeableitung
Für Fahrzeugbremsen werden typspezifische Metallplatten angeboten, die häufig aus Titan gefertigt sind. Diese sollen die Standfestigkeit der Bremsen verbessern, indem die Wärmeübertragung von der gelegentlich rotglühenden Scheibe auf die Bremssättel und die Bremsflüssigkeit vermindert wird. Auch die Langzeit-Haltbarkeit soll gesteigert werden.

## Zwischenlagen (Verpackungsmittel)
Des Weiteren werden in der Verpackungsindustrie Zwischenlagen (hier „layer pads“ genannt) genutzt, um auf Paletten gestapelte Flaschen, Gläser, Dosen und Ähnliches zu trennen. Traditionell wird hier Wellpappe verwendet.
Seit einigen Jahren wird jedoch verstärkt Kunststoff genutzt, da diese Kunststoffzwischenlagen (im Gegensatz zu Wellpappe) gereinigt werden können und somit für eine mehrfache Verwendung geeignet sind. Besonders das Material „CARTONPLAST“ ist hierfür geeignet, da es die Vorteile der Wellpappe (geringes Gewicht, Flexibilität, Recyclingfähigkeit) mit der des Kunststoffes (Nässeunempfindlichkeit, Stabilität) vereint.
Zwischenlagen werden in der Verpackungsindustrie vor allem im Bereich END-OF-LINE-Verpackung (Ende der Verpackungslinie) verwendet. Wie der Name bereits sagt, ist dies eine Lage zwischen zwei aufgestapelten Produktlagen. Angefangen von der untersten Lage (auf der Palette) werden entweder Karton/Pappe/Wellpappe beschichtet, unbeschichtet oder antirutschbeschichtet sowie Zuschnitte aus Kunststoff verwendet, um die einzelnen Lagen voneinander zu trennen. Im Englischen werden diese Zwischenlagen als slip sheet bezeichnet.

## Zwischenlage (Eisenbahn)

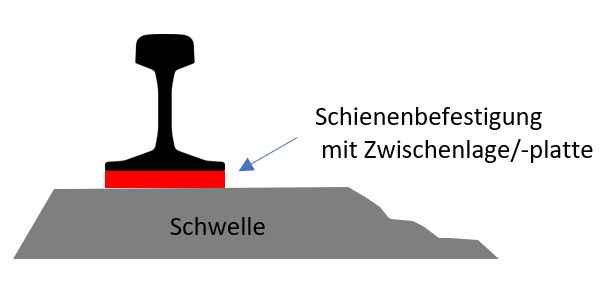
Schematische Darstellung

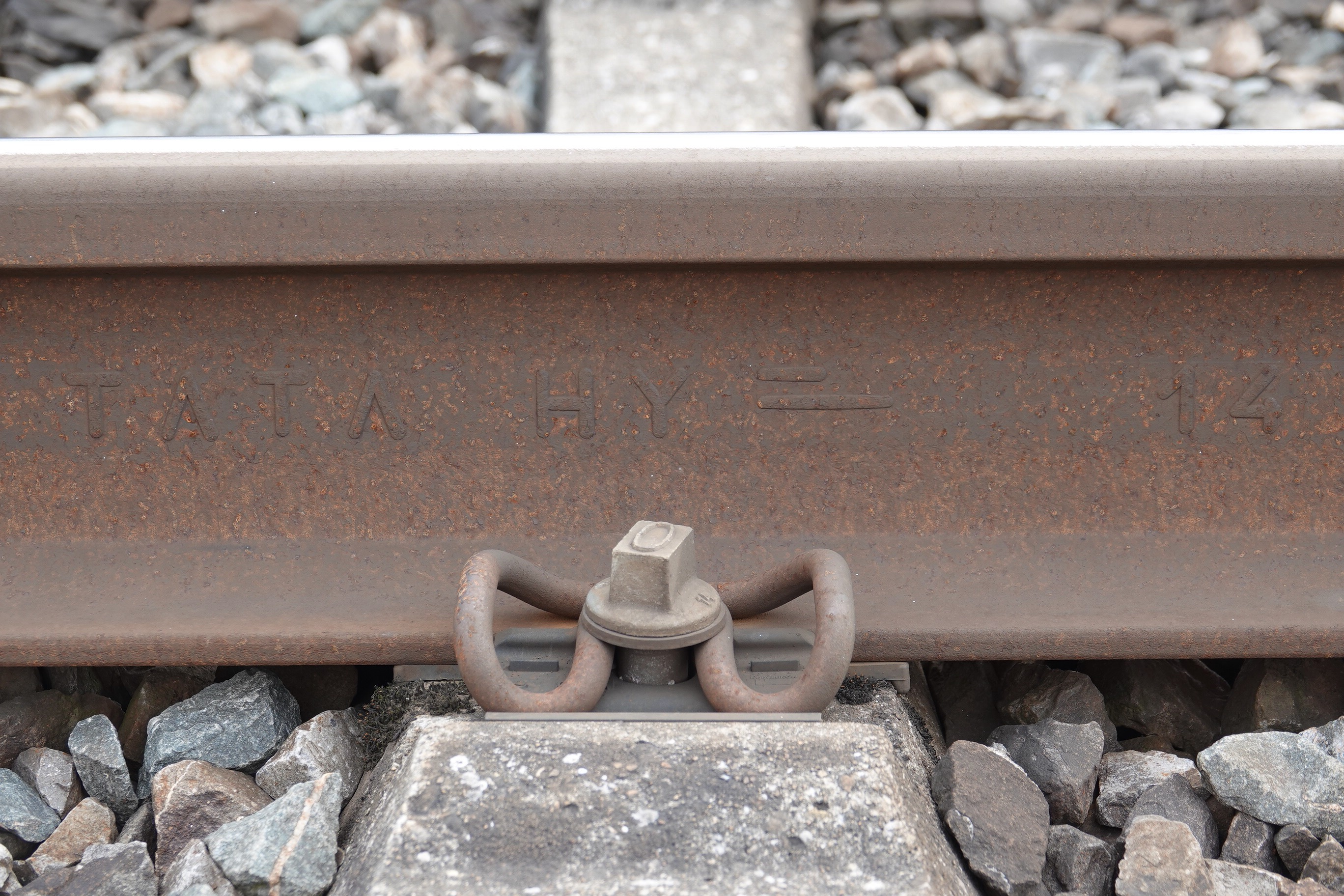
Die Zwischenlage ist beidseits der Schienenbefestigung zwischen Schiene und Betonschwelle zu sehen.

Zwischenlagen sind Teil der Schienenbefestigung und werden zwischen dem Schienenfuß und der auf der Schwelle befestigten Rippenlatte eingebaut. Bei Betonschwellen für Oberbau W liegen sie direkt zwischen der Schiene und der Schwelle. Früher wurden als Zwischenlagen etwa 5 mm starkes Pappelholz verwendet. Heute unter Eisenbahnschienen verwendete Zwischenlagen sind meist spezielle, elastische Kunststoffe, die je nach Einsatzort unterschiedlich steif sind.
Durch die Verwendung von Zwischenlagen wird eine höhere Elastizität des Gleisoberbaus erreicht, die Last besser verteilt und dadurch ein größerer Fahrkomfort (z. B. Laufruhe der Fahrzeuge) erreicht und der gesamten Oberbau geschont (geringerer Verschleiß). Mit keilförmigen Zwischenlagen lässt sich zusätzlich die Spurweite im Millimeterbereich regulieren.
Neben den Zwischenlagen unter den Eisenbahnschienen können zur Modifikation des Tragverhaltens bei Gleisanlagen auch elastische Elemente unter der Schwelle (als Schwellensohle) oder unter der Bettung (als Unterschottermatte) angeordnet werden.
Zwischenlagen unter Eisenbahnschienen müssen je nach Belastung in bestimmten Abständen etwa alle fünf Jahre gewechselt werden. Hierzu werden teilweise hydraulische Schienenhebegeräte eingesetzt. Dabei werden die vorher aus der Befestigung gelösten Schienen leicht angehoben, um die Zwischenlagen austauschen zu können.